# Teófilo Benito Padilla
Teófilo Benito Padilla   (Alcolea de Calatrava, 22 de juliol de 1966 - Madrid, 15 d'agost de 2004) va ser un atleta català especialitzat en proves de mig fons. Va morir en tràgiques circumstàncies.
Va ser un migfondista de mitjan dels vuitanta lleugerament més jove que els més coneguts González i Abascal.

## Trajectòria
Tot i que va néixer a Alcolea de Calatrava, tota la seva vida esportiva va estar lligada a L'Arboç i al Vendrell, a la província de Tarragona. Va començar a despuntar en l'atletisme des de molt jove: va ser campió d'Espanya juvenil, júnior i promesa de 1500 metres llisos amb el FC Barcelona entrenat per Gregorio Rojo. El 1985 fins i tot va tenir la millor marca júnior de 1500 amb 3.38.92. Els seus brillants resultats en categories inferiors feien que fos el candidat a succeir Abascal i González, però en el seu pas a la categoria sènior no va poder mantenir la brillantor dels resultats obtinguts anteriorment. Va participar en els mundials d'atletisme de Roma de 1987 i Tòquio 1991 sent semifinalista en tots dos. També va participar en el campionat d'Europa de Split en el qual no va passar primera ronda. Va ser medalla de bronze als Jocs Mediterranis de Latakia de 1987.